# Hypoponera lumpurensis
Hypoponera lumpurensis är en myrart som först beskrevs av Auguste-Henri Forel 1907.  Hypoponera lumpurensis ingår i släktet Hypoponera och familjen myror.

## Underarter
Arten delas in i följande underarter:
- H. l. lumpurensis
- H. l. slamatana